# Éric Deflandre
Éric Deflandre (Rocourt, 1973. augusztus 2. –) belga labdarúgó.

## Sikerei, díjai
- Belga bajnok - 1997–98
- Belga szuperkupa győztes - 1998
- Francia bajnok - 2001–02, 2002–03, 2002–04
- Francia ligakupa győztes - 2000–01
- Francia szuperkupa győztes - 2003

1. ↑  Le Figaro: Le football, solide trait d'union en Belgique 27/12/2007 "le sport le plus populaire de la planète serait un frein pour reculer l'hypothèse d'une scission qui se concrétiserait éventuellement par deux championnats et deux sélections comme en République tchèque et en Slovaquie, selon Éric Deflandre, l'ex-Lyonnais, capé plus de soixante fois aux origines paradoxalement wallonnes."